# تورین (روستا)، نیویورک
تورین (روستا)، نیویورک (به انگلیسی: Turin (village), New York) یک منطقهٔ مسکونی در ایالات متحده آمریکا است که در ایالت نیویورک واقع شده‌است.

## خصوصیات
تورین ۲٫۶ کیلومترمربع مساحت و ۲۳۲ نفر جمعیت دارد و ۳۸۵ متر بالاتر از سطح دریا واقع شده‌است.